# Arthur Lämmlein
Arthur Lämmlein (Karlsruhe, 15 de julho de 1899 – Freiburg im Breisgau, 17 de abril de 1964) foi um engenheiro civil alemão.
Lämmlein foi soldado na Primeira Guerra Mundial e estudou engenharia civil de 1919 a 1922 na Universidade Técnica de Darmstadt. Trabalhou depois no departamento federal de construção Kinzig em Kehl e no novo departamento de construção da barragem principal em Wertheim, antes de se tornar chefe do escritório de construção de pontes do departamento ministerial de água e construção de estradas em Karlsruhe em 1938. A partir de 1949 chefiou o departamento de construção do conselho regional de Baden em Freiburg im Breisgau.
Lämmlein apoiou as primeiras pontes de concreto protendido na Alemanha após a guerra através de Fritz Leonhardt (ponte do Elz em Bleibach 1948,  ponte de Emmendingen 1949). Durante sua gestão foram reconstruídas as pontes do Reno em Kehl, Breisach e Neuenburg.

## Obras
- Straßenbrücke über den Rhein zwischen Kehl und Straßburg, Bauingenieur, Volume 28, April 1953, p. 199–208.